# Regiment Huzaren van Boreel

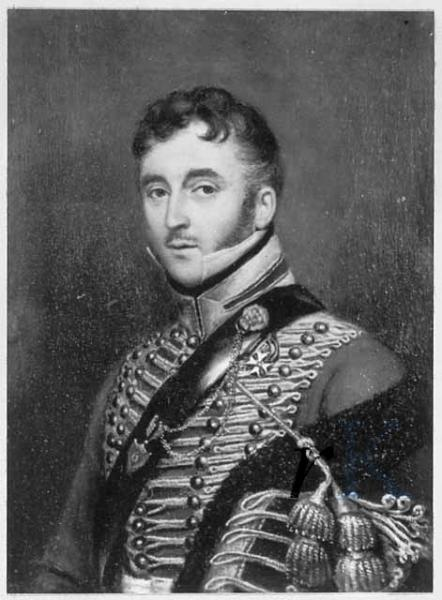
Willem Francois Boreel, oprichter van het Regiment Huzaren van Boreel

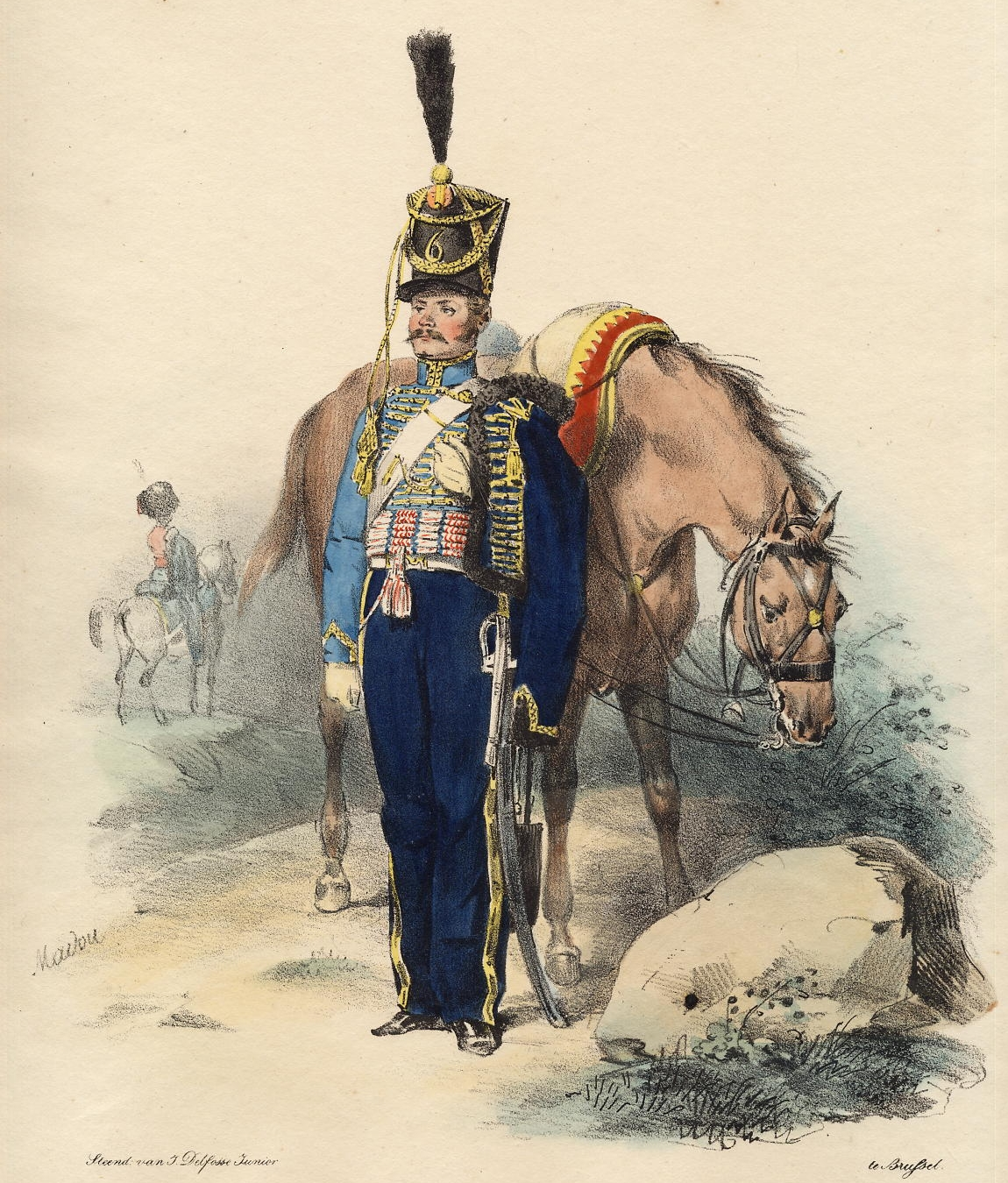
Nederlandse Cavalerie Regiment Huzaren no 6 rond 1825

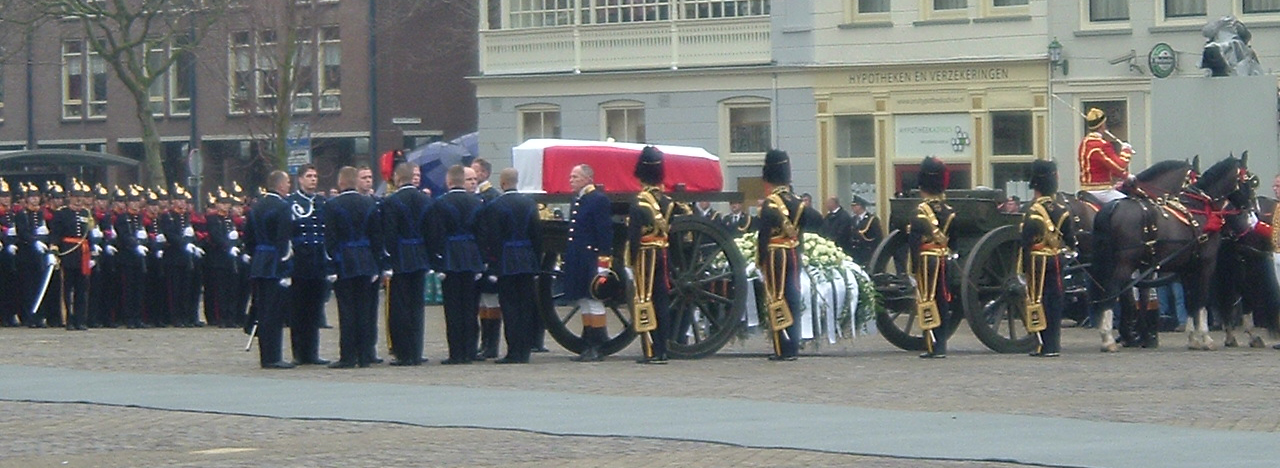
Militairen van het landmachtonderdeel Huzaren van Boreel nemen de kist met het stoffelijk overschot van prins Bernhard op de schouders om deze de Nieuwe Kerk in Delft binnen te dragen

Het Regiment Huzaren van Boreel is een cavalerieregiment van de Nederlandse Koninklijke Landmacht. Eenheden van het regiment zijn voornamelijk belast met het uitvoeren van verkennings- en inlichtingentaken voor de Koninklijke Landmacht.

## Geschiedenis
Omdat Willem François Boreel op 25 november 1813 van de Prins van Oranje opdracht kreeg een cavalerieregiment te formeren, geldt dit als de oprichting van het latere Regiment Huzaren van Boreel. Het regiment bestond uit vier eskadrons (elk twee pelotons); 641 huzaren en 677 paarden. Boreel werd zelf regimentscommandant, in de rang van luitenant-kolonel.
De werving van manschappen begon in Haarlem en Leiden, en in september 1814 was het regiment gedeeltelijk geformeerd; hierna werd het officieel het Regiment Huzaren genoemd. Door de burgers werd het regiment al snel de Blauwe Huzaren genoemd vanwege het blauwe veldtenue van die tijd.
Op 17 november 1814 kreeg het regiment een nummer en werd het het Regiment Huzaren no 4.
Op 21 april 1815 werd het nummer veranderd in Regiment Huzaren no 6. Dit regiment heeft deelgenomen aan gevechten bij Quatre-Bras en Waterloo in juni 1815, en aan de Tiendaagse Veldtocht in 1831.
Op 23 september 1893 werden door koningin Wilhelmina standaarden uitgereikt aan het 1e Regiment Huzaren van de stamlijn regiment Huzaren van Boreel.
Het eigenlijke 1e Regiment Huzaren (stamlijn regiment Huzaren van Sytzama) was van 1880 tot 1905 opgeheven en bij de heroprichting van 1e Regiment Huzaren (stamlijn regiment Huzaren van Sytzama) in 1905 kreeg dat regiment een nieuwe standaard.
Het 1e Regiment Huzaren (stamlijn regiment Huzaren van Boreel) kreeg zijn oude naam 4e Regiment Huzaren. De standaard werd ingeleverd op het Departement van Oorlog waar het opschrift werd gewijzigd in 4e Regiment Huzaren. Op 4 september 1905 werd het opnieuw uitgereikt door koningin Wilhelmina.
De standaard werd in de Tweede Wereldoorlog verstopt door de toenmalige regimentscommandant, luitenant-kolonel jhr. S.M.S.A.A. de Marees van Swinderen (1887-1978). Bij Koninklijk Besluit in 1947 werd het 1e Verkenningsregiment ook het Regiment Huzaren van Boreel genoemd. Eerder werd de naam genoemd als voortzetting van de tradities van het 4e Regiment Huzaren.
Op 13 mei 1947 werd door luitenant-kolonel b.d. van Swinderen de standaard overgedragen aan luitenant-kolonel Janssens belast met het commando over het hernieuwde Regiment Huzaren van Boreel.
Er bestond nog geen regelgeving ten aanzien van een cravatte bij naamsverandering van regimenten en korpsen. In feite had koningin Wilhelmina een nieuwe standaard moeten uitreiken. Het regiment heeft echter analoog aan het hiervoor geschetste precedent van 1905 gehandeld. Tot een uitreiking van de vermaakte standaard is het niet meer gekomen, vooral omdat het initiatief bij het Ministerie van Oorlog niet goed viel. Kort daarna werd bij Ministeriële Beschikking van 14 oktober 1952 de cravatte ingevoerd.
In 1960 was het doek van de standaard zo versleten dat het vernieuwd moest worden. Omdat er geen sprake van een naamsverandering was moest een nieuw standaarddoek worden gemaakt dat een kopie van het oude was. De standaard is op 1 december 1961 door prins Bernhard der Nederlanden uitgereikt.
Bernhard heeft altijd een speciale band gehad met de cavalerie. De prins zei ooit: 'Ik kwam als huzaar, ik ga heen als huzaar'. In 1936 werd hij beëdigd als ritmeester van het regiment Huzaren van Boreel en een jaar later trouwde hij in het uniform van het regiment. Acht militairen van het 43 Brigade Verkenningseskadron droegen de prins in 2004 naar zijn laatste rustplaats.

## Tradities

### Eenheden
Doordat de vier actieve verkenningseskadrons allen onder een andere brigade vallen zijn de eenheden van het Regiment Huzaren van Boreel zeer veelzijdig.
De tradities van de Huzaren van Boreel worden in ere gehouden door de volgende verkenningseenheden:
- 42 Brigade verkenningseskadron; deze eenheid behoort tot 13 Lichte Brigade en is gelegerd op de De Ruyter van Steveninckkazerne in Oirschot. Zij beschikken over het lichte verkennings en bewakingsvoertuig (LVB) Fennek en voeren hun taken zowel bereden als te voet uit.
- 43 Brigade verkenningseskadron; behorend tot 43 Gemechaniseerde Brigade en gelegerd op de Johannes Postkazerne in Havelte. Deze eenheid beschikt ook over het LVB Fennek en treedt zowel bereden als te voet op.
- 11 Brigade verkenningseskadron; behorend tot 11 Luchtmobiele Brigade gelegerd op de Oranjekazerne in Schaarsbergen. Deze eenheid, ontstaan uit 103 Verkenningseskadron en het Pathfinder Platoon 'Madju' 11AMB  (Garderegiment Grenadiers en Jagers), is sinds 2015 onderdeel van 11 Air Manoeuvre Brigade (Air Assault) en is inzetbaar middels helikopter en parachute. Zij treden zowel te voet als bereden op.
- 104 JISTARC Verkenningseskadron; behorend tot het Joint ISTAR Commando gelegerd op de Tonnetkazerne in 't Harde.

Vermeld dient te worden dat vanaf 1968 tot 1983 het 42 Brigade verkenningseskadron te Oirschot een andere naam had, namelijk 13 ZVE Huzaren van Boreel (13 Zelfstandig Verkennings Eskadron) behorend bij de 13e gemechaniseerde brigade. Van dit 13 ZVE Eskadron Huzaren van Boreel zijn de kronieken geschreven.

### Zwaluwstaart

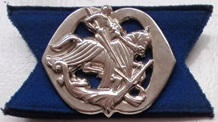
De Zwaluwstaart

De 'zwaluwstaart' is het aan twee zijden schuin ingeknipte achtergrondje (patje) dat door verkenners van het Regiment Huzaren van Boreel (RHB) wordt gedragen op de zwarte baret.
De zwaluwstaart vindt zijn oorsprong in 1946, toen Frans Smits per landmachtorder zijn ontwerp indiende om hiermee binnen de cavalerie de traditionele band met het verleden aan te halen. De schuine inkepingen verwijzen naar de vorm van de lansiersvaan zoals die ook op het regimentswapen te zien is.
De cavalerie eenheden die vanaf 1946 naar Nederlands-Indië werden gezonden waren de eersten die dit embleem mee kregen of zelf ter plekke aanschaften. Aangezien voor 1951 de cavalerie alleen uit het RHB bestond is dit symbool onlosmakelijk met het regiment verbonden. In 1951 kwam er een landmachtorder uit waar de zwaluwstaart niet meer in voorkwam. Vanaf die periode werd de zwaluwstaart door de verkenners van Boreel min of meer clandestien gedragen. Hij werd echter nog steeds wel 'officieel' uitgereikt bij het behalen van de opleiding tot verkenner. Sinds 2005 mag de zwaluwstaart weer officieel worden gedragen en wordt deze weer verstrekt door de Koninklijke Landmacht. Huzaren en korporaals krijgen de embleem achtergrond uitgereikt bij het afsluiten van de Algemene Verkennings Opleiding (AVO). Voor officieren en onderofficieren gebeurt dit bij het behalen van de Vaktechnische Opleiding (VTO) Verkenning.

## Wapenfeiten

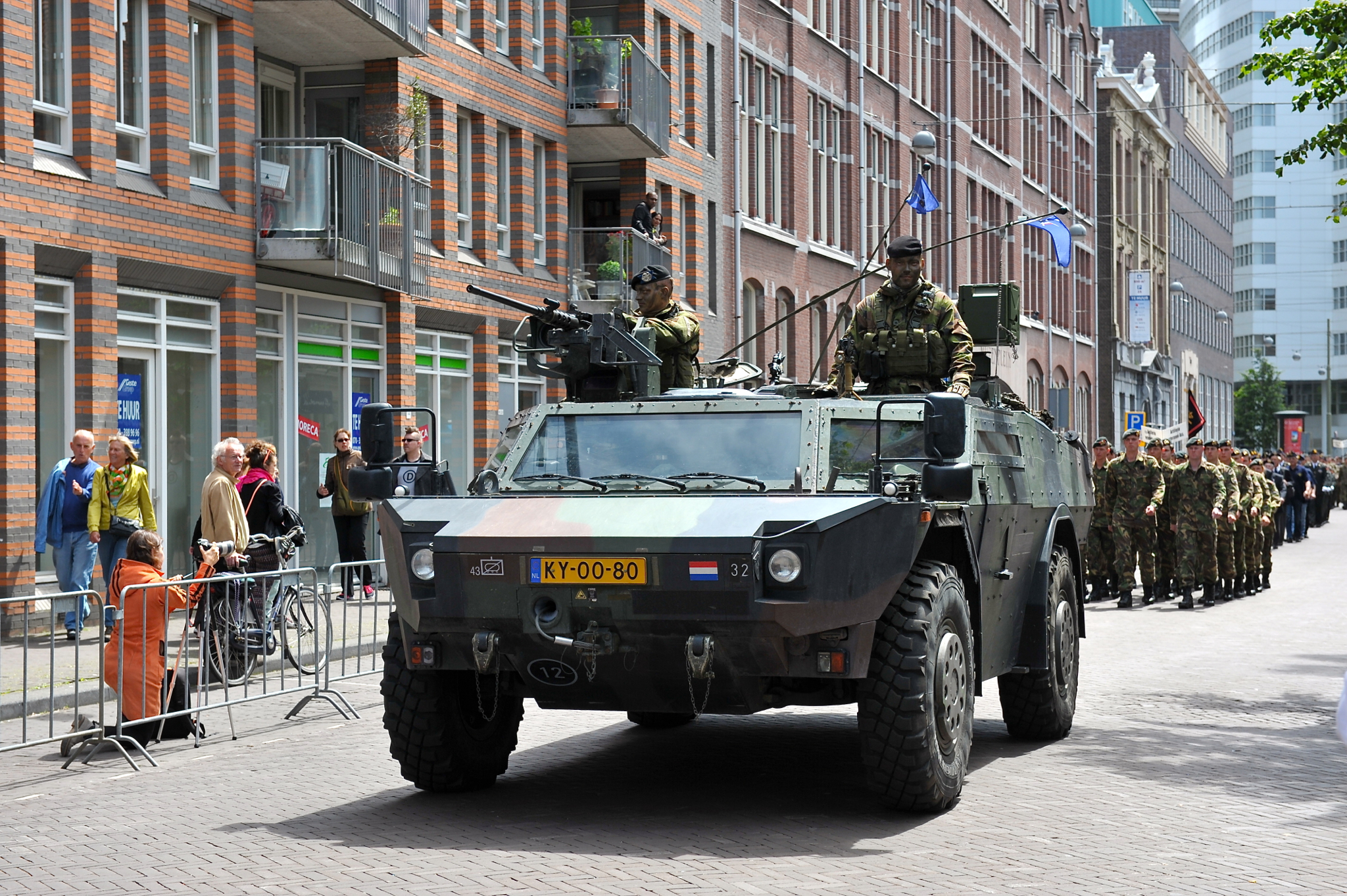
Fennek LVB, in gebruik bij de Huzaren van Boreel

In 1946 werden in Amersfoort zes zelfstandige pantserwageneskadrons opgericht. Het 4e, 5e en 6e eskadron hiervan namen van 22 maart 1947 tot 27 december 1949 deel aan de Nederlandse militaire operaties gedurende de Indonesische Onafhankelijkheidsoorlog in het toenmalige Nederlands-Indië.
Delen van het regiment zijn onder andere ingezet in voormalig Joegoslavië, Irak en Afghanistan.
Op de standaard van het regiment mogen de volgende wapenfeiten worden vermeld:
- Quatre Bras en Waterloo 1815
- Tiendaagse Veldtocht 1831
- Java en Sumatra 1946-1949
- Uruzgan 2006-2010